# Ceracia aurifrons
Ceracia aurifrons är en tvåvingeart som beskrevs av Aldrich 1933. Ceracia aurifrons ingår i släktet Ceracia och familjen parasitflugor. Inga underarter finns listade i Catalogue of Life.